# Pestalotiopsis funereoides
Pestalotiopsis funereoides är en svampart som beskrevs av Steyaert 1949. Pestalotiopsis funereoides ingår i släktet Pestalotiopsis och familjen Amphisphaeriaceae.   Inga underarter finns listade i Catalogue of Life.